# Tiffany Limos
Tiffany Limos, nome completo Tiffany Rochelle Limos (Dallas, 31 gennaio 1980), è un'attrice ed ex modella statunitense di origini filippine, conosciuta a livello mondiale per la sua interpretazione di Peaches nel film scandalo del 2002 Ken Park, diretto da Larry Clark.

## Biografia e carriera
Tiffany nacque il 31 gennaio 1980 presso il Baylor Hospital a Dallas, Texas. I suoi genitori si chiamavano Licerio e Nanette Limos ed erano immigrati filippini originari di Manila. Cresciuta all'interno della comunità filippina, la sua era una famiglia benestante e molto cattolica. Durante gli anni della scuola media, frequentò assieme a sua sorella minore Janice Joy la St. Pius X Catholic School a Dallas. Successivamente la famiglia si trasferì a Mesquite dove Tiffany venne iscritta alla North Mesquite High School, ma visto lo scarso rendimento decise di abbandonare gli studi all'età di 16 anni per intraprendere la carriera di modella (anche se riprenderà poi gli studi in seguito). In quello stesso periodo i genitori si trasferirono per motivi di lavoro a New York, dove Tiffany ancora sedicenne, fece le sue prime esperienze nel mondo della moda presso l'Agenzia Ford Models, comparendo in alcune riviste per ragazzi come la Sassy e la YM. Per un certo tempo, lavorò anche come cameriera al Coffee Shop di Union Square a Manhattan. Nel 1999 ha lavorato come consulente creativa per la Visionaire e per la Rivista V.
Nel 2002 all'età di 22 anni, esordisce come attrice nel film horror fantascientifico del controverso regista Larry Clark, Adolescente delle caverne, un film a basso costo facente parte della serie di film per la TV prodotta dalla Cinemax nel 2001, denominata Creature Features. Ruolo che la vede protagonista di diverse scene di nudo integrale. Nello stesso anno il regista Clark la ricontatta per offrirle la parte di Peaches nel film Ken Park, pellicola dagli espliciti contenuti sessuali e scene di sesso non simulate. Questo è stato e rimane il ruolo più noto della sua carriera. Si è ritirata definitivamente dalle scene nel 2012. Attualmente risiede a New York.

## Curiosità
- Nel 2007, Tiffany venne premiata al Cinemanila International Film Festival dall'allora presidente delle Filippine, Gloria Arroyo.
- Ha frequentato corsi di recitazione presso il Lee Strasberg Theatre and Film Institute e lo Stella Adler Conservatory of Acting a New York.
- Ha recitato con l'attore Stephen Jasso in due film, girati entrambi nel 2002 e diretti da Larry Clark, Adolescente delle caverne e Ken Park. In entrambe le pellicole, Tiffany e Stephen hanno girato scene di nudo insieme, nel primo era un softsex simulato, mentre in Ken Park erano coinvolti assieme all'attore James Bullard in scene di sesso reali molto esplicite come cunnilingus, fellatio, penetrazione e baci alla francese.
- Durante i primi anni 2000, era una grande amica dell'attrice Rosario Dawson.
- Ha frequentato la New York University dal 1999 al 2001 e la Columbia University dal 2001 al 2003.

## Filmografia

### Cinema
- Ken Park, regia di Larry Clark e Ed Lachman (2002)
- Il potere dei sogni (Sueño), regia di Renée Chabria (2005)
- Friendly Fire, regia di Michele Civetta (2006)

### Televisione
- Adolescente delle caverne (Teenage Caveman), regia di Larry Clark - film TV (2002)
- Roomieloverfriends - serie TV, episodio 1x04 (2012)